# Eulgem
Eulgem ist eine Ortsgemeinde im Landkreis Cochem-Zell in Rheinland-Pfalz. Sie gehört der Verbandsgemeinde Kaisersesch an.

## Geographie
Eulgem liegt drei Kilometer östlich der Stadt Kaisersesch auf einem von Südwesten nach Nordosten zum Brohlbach abfallenden Gelände. Die Ortschaft umfasst Höhenlagen zwischen 410 m ü. NHN und 440 m ü. NHN und erstreckt sich zwischen den Anhöhen Wagenberg im Nordwesten und Beuelhöchst im Südwesten. Naturräumlich lässt sich das zu knapp zwei Dritteln landwirtschaftlich genutzte Gemeindegebiet dem Kaisersescher Eifelrand in der Östlichen Moseleifel zuordnen. Durch den Ort führt die Kreisstraße 21 (Kaisersesch–Hambuch). Zu Eulgem gehört der an einem Zufluss des Brohlbachs gelegene Wohnplatz Eulgemermühle.
Eulgem grenzt (im Uhrzeigersinn) an die Ortsgemeinden Düngenheim, Gamlen, Hambuch und die Stadt Kaisersesch.

## Geschichte
Eulgem wurde erstmals im Jahre 1100 urkundlich erwähnt, damals unter dem Namen Hylichenheim. In Kurtrier gehörte es zum Amt Kaisersesch. Ab 1794 stand Eulgem unter französischer Herrschaft, 1815 wurde der Ort auf dem Wiener Kongress dem Königreich Preußen zugeordnet.
Seit 1946 ist Eulgem Teil des damals neu gebildeten Landes Rheinland-Pfalz.
Statistik zur Einwohnerentwicklung
Die Entwicklung der Einwohnerzahl der Gemeinde Eulgem, die Werte von 1871 bis 1987 beruhen auf Volkszählungen:
| Jahr | Einwohner |
| ---- | --------- |
| 1815 | 109       |
| 1835 | 146       |
| 1871 | 148       |
| 1905 | 139       |
| 1939 | 127       |
| 1950 | 130       |

| Jahr | Einwohner |
| ---- | --------- |
| 1961 | 120       |
| 1970 | 120       |
| 1987 | 99        |
| 2005 | 216       |
| 2011 | 222       |
| 2017 | 197       |

## Infrastruktur
Eulgem besitzt keinen SPNV-Anschluss. Der nächsten Haltepunkt ist Kaisersesch an der Eifelquerbahn.

## Politik

### Gemeinderat
Der Gemeinderat in Eulgem besteht aus sechs Ratsmitgliedern, die bei der Kommunalwahl am 9. Juni 2024 in einer Mehrheitswahl gewählt wurden, und dem ehrenamtlichen Ortsbürgermeister als Vorsitzendem.

### Bürgermeister
Christian Schär wurde am 4. Juli 2024 Ortsbürgermeister von Eulgem. Bei der Direktwahl am 9. Juni 2024 war er als einziger Bewerber mit einem Stimmenanteil von 89,3 % gewählt worden.
Schärs Vorgängerin Martina Geers hatte das Amt am 26. Juni 2019 von Rita Bleser übernommen.

### Wappen
| Wappen von Eulgem | Blasonierung: „Das Wappen geteilt von Silber und Grün. Oben schräggekreuzt eine schwarze Speerspitze und ein blauer Lilienstab, in der Mitte gedeckt mit einer roten Rose. Unten eine silberne Urne, umrahmt von silbernen Steinen eines Hügelgrabes in der Vorderansicht.“ |
| Wappen von Eulgem | |